# Gymnasium im PAMINA-Schulzentrum Herxheim
Das Gymnasium im PAMINA-Schulzentrum Herxheim ist ein Gymnasium in Herxheim im Landkreis Südliche Weinstraße in Rheinland-Pfalz. Es ist nach dem Eurodistrikt PAMINA benannt.

## Geschichte
Das Gymnasium wurde im Jahr 1995 gegründet. Erster Schulleiter war Lothar Bade. Ihm folgte ab 1. Februar 2016 Simon Lietzmann. Am Gymnasium werden etwa 610 Schüler von knapp 75 Lehrern unterrichtet.

## Profil
Das Profil des Gymnasiums zeichnet sich durch seine vier Schwerpunkte Europa, MINT, Sport und Kultur aus. Diese vier Schwerpunkte bieten den Schülerinnen und Schülern die Möglichkeit, je nach eigenem Interesse an einer Vielzahl an Projekten, Arbeitsgemeinschaften, Wettbewerben, Kooperationen mit Unternehmen, Universitäten und anderen Institutionen und an vielen anderen unterrichtlichen und außerunterrichtlichen Aktivitäten teilzunehmen.

## Besonderheiten
Das Gymnasium ist Mitglied im Netzwerk der UNESCO-Projektschulen und 2006/2007 und 2011/2012 mit dem Projekt „Globale Gerechtigkeit – Generationen füreinander“ in der UNESCO-Dekade „Bildung für eine nachhaltige Entwicklung“ ausgezeichnet worden. Weitere Mitgliedschaften: Netzwerk ökologische Schulen; Netzwerk MINT-EC, Netzwerk NaWigator in der Internationalen Science Olympiade, Netzwerk Schule gegen Rassismus–Schule mit Courage und Kulinaristik-Forum Rhein-Neckar.
Seit 2007 gibt es eine Vereinigung der Abiturienten (Abiverein), in der sich ehemalige Abiturienten zusammengeschlossen haben.
Das Engagement der Schülerinnen und Schüler und die erbrachten Leistungen werden im „Qualipass“, einem individuellen Portfolio aller über den Unterricht hinausgehenden Aktivitäten, dokumentiert und als Zertifikat ausgegeben.

## Science-Fair
Seit 2014 richtet das Gymnasium im PAMINA-Schulzentrum Herxheim als erste rheinland-pfälzische Schule eine schulinterne Science-Fair aus, die unter der Schirmherrschaft des Physikochemikers Michael Buback stattfindet. Diese beginnt zunächst mit der Anmeldungsphase, in der einzelne Informationsveranstaltungen und ein Science-Fair-Exkursionstag stattfinden. Sobald sich die Schüler mit einem Projekt angemeldet haben, beginnt die Arbeitsphase, die bis zum Ende des Schuljahres andauert. Der Höhepunkt des Science-Fair-Jahres ist das Wissenschaftsfestival am Ende des Schuljahres in der Universität Landau, an dem die Projekte der Öffentlichkeit und einer Fachjury vorgestellt werden. Die Jurys bestimmen die besten Projekte und zeichnen diese aus. Die Preise werden in den Kategorien Mensch & Gesellschaft sowie Natur & Technik für die Ober- und Mittelstufe verliehen. Das Motto der Science-Fair 2016 lautet „Digitale Welt“.